# Cans-et-Cévennes
Cans-et-Cévennes es una comuna nueva francesa situada en el departamento de Lozère, de la región de Occitania.

## Historia
Fue creada el 1 de enero de 2016, en aplicación de una resolución del prefecto de Lozère de 2 de diciembre de 2015 con la unión de las comunas de Saint-Julien-d'Arpaon y Saint-Laurent-de-Trèves, pasando a estar el ayuntamiento en la antigua comuna de Saint-Laurent-de-Trèves.

## Demografía
| Gráfica de evolución demográfica de Cans-et-Cévennes entre 1800 y 2013 |
|                                                                        |

Los datos entre 1800 y 2013 son el resultado de sumar los parciales de las dos comunas que forman la nueva comuna de Cans-et-Cévennes, cuyos datos se han cogido de 1800 a 1999, para las comunas de Saint-Julien-d'Arpaon y Saint-Laurent-de-Trèves de la página francesa EHESS/Cassini. Los demás datos se han cogido de la página del INSEE.

## Composición
| Comuna delegada         | Código INSEE | Población (2013) | Superficie (km²) | Densidad (hab./km²) |
| ----------------------- | ------------ | ---------------- | ---------------- | ------------------- |
| Saint-Julien-d'Arpaon   | 48162        | 105              | 20.72            | 5                   |
| Saint-Laurent-de-Trèves | 48166        | 173              | 23.09            | 7                   |